# Покровитељство
Покровитељство, спонзорство или меценарство је обезбеђивање ресурса (новца, опреме и људи) од стране спонзора (неке организације или појединца), директно неком појединцу или некој организацији, са циљем да се оспособе за наставак неке активности, у замену за бенефиције везане за промотивну стратегију и циљеве спонзора. Уобичајено је да се покровитељ и заштитник књижевника, уметника или научника назива мецена, по римском богаташ, политичару, песнику и покровитељу песника Гају Килнију Мецени.